# Meruana
Meruana is een geslacht van rechtvleugeligen uit de familie veldsprinkhanen (Acrididae). De wetenschappelijke naam van dit geslacht is voor het eerst geldig gepubliceerd in 1910 door Sjöstedt.

## Soorten
Het geslacht Meruana omvat de volgende soorten:
- Meruana sakuensis Kevan, 1966
- Meruana usambarica Karsch, 1896